# Lübecker Altstadt

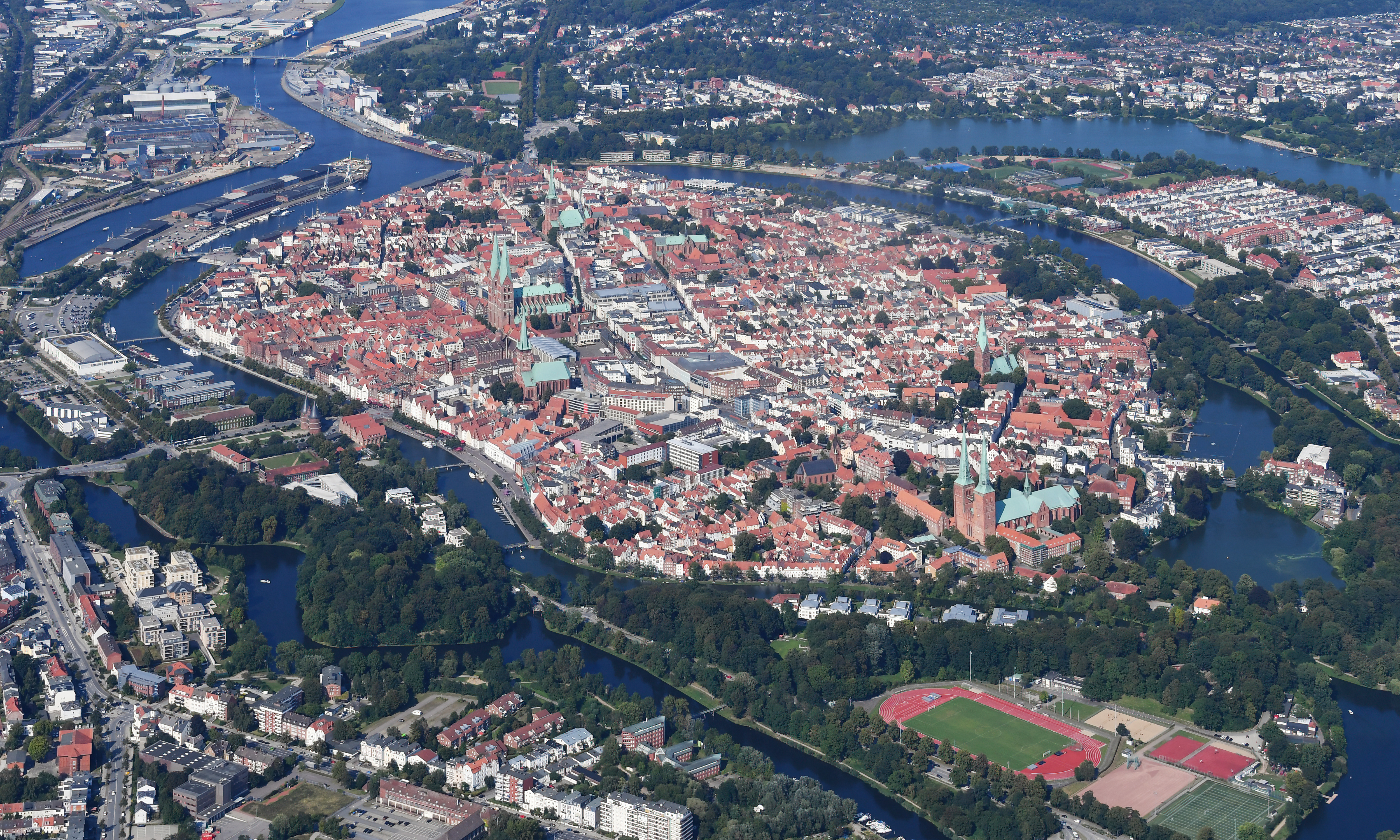
Blick auf die Lübecker Altstadt von Südwesten, August 2024

Die Lübecker Altstadt ist der historische Stadtkern der Hansestadt Lübeck und das erste deutsche Flächendenkmal des UNESCO-Welterbes. Sie hat innerhalb der ehemaligen Stadtmauer eine Fläche von rund 115 Hektar. Rund 75 Prozent der Altstadt mit der erhaltenen Bebauung der Vorkriegszeit und allen mittelalterlichen Backsteinkirchen gehören zum UNESCO-Welterbe. Sie ist heute von wenigen Fragmenten der mittelalterlichen Stadtmauer mit den erhaltenen Stadttoren Burgtor und Holstentor umgeben. Der rund 130 Hektar große Altstadthügel (historisch Bucu) wurde erst 1896 bis 1900 mit dem Bau des Elbe-Lübeck-Kanals vollständig zu einer Insel zwischen der Trave im Westen, dem Krähenteich und Mühlenteich als Rest des ursprünglichen Verlaufs der Wakenitz im Süden sowie der Kanal-Trave im Osten. Die frühneuzeitlichen Befestigungswerke und die Hafenanlagen des 19. Jahrhunderts mit der Wallhalbinsel gehören ebenfalls zur Innenstadt. Die Lübecker Altstadt wird durch die Sieben Türme der fünf evangelischen Hauptkirchen der Altstadtinsel (Innenstadtkirchen) geprägt. Ihre Straßen säumen zahlreiche Giebelhäuser verschiedener Epochen, darunter auch solche der Backsteingotik. Hinter den Giebelhäusern schließen sich typischerweise die Lübecker Gänge und Höfe an.
Heute ist die Altstadt als Innenstadt verwaltungstechnisch einer der zehn Stadtteile Lübecks. Hier leben in überwiegend kleineren Häusern über 14.000 Einwohner.

## Gründung und Entwicklung
Die Neugründung der Stadt nach 1143 folgte nach einem großen Stadtbrand unter Heinrich dem Löwen im Jahr 1159 auf der nach der dort befindlichen slawischen Burg benannten Halbinsel Bucu zwischen Trave und Wakenitz. Die mittelalterliche Stadtplanung für die neue Kaufmannsstadt auf dem in Nord-Süd-Richtung etwa zwei Kilometer messenden Areal war denkbar einfach und hoch effizient. Vom Burgtor im Norden wurde eine übergeordnete Straße nach Süden durchgeführt. Neben dem Marktplatz wurden an dieser Trasse zwei weitere Plätze angelegt, der Koberg und der Klingenberg, zwischen denen die Nord-Süd-Trasse auf zwei parallel laufende Straßenzügen verläuft, der Königstraße im Osten und der Breiten Straße im Westen. Von diesen Straßen gehen die als Rippenstraßen bezeichneten untergeordneten Erschließungen nach Westen und Osten ab, so dass rechteckige Bebauungsblöcke entstanden. Die Stadt war zunächst von dem umgebenden Wasser und einer Stadtmauer aus Backstein geschützt.
Die Stadt ist historisch in vier Quartiere gegliedert. Heute ist diese bis ins 19. Jahrhundert wirksame Gliederung der Stadt in Quartiere bedeutungslos und die damit verbundenen Begriffe sind ebenfalls weitgehend bedeutungslos geworden.
In der Frühen Neuzeit wurde um Lübeck herum ein Festungswerk angelegt, das es zu einer der größten Festungsanlagen in Nordeuropa machte. Diese Festungsanlagen wurden seit dem Beginn des 19. Jahrhunderts im Zuge der Entfestigung in dem Maße rückgebaut, wie die Entwicklung des Lübecker Hafens, das Aufkommen der Eisenbahn und die Industrialisierung es erforderlich machten. Den größten topografischen Eingriff brachte der Bau des 1900 eröffneten Elbe-Lübeck-Kanals. Die Lübecker Altstadt wurde von einer Halbinsel zur Insel und die Wakenitz wurde in ihrem heutigen Bett aufgestaut. Die Festungswerke fielen auch dem Ausbau des Lübecker Hafens zum Opfer. Die Trave und der Stadtgraben wurden gerade im Bereich der Nördlichen Wallhalbinsel erheblich verbreitert, um Hafenbecken für die aufkommenden Dampfschiffe zu gewinnen. Noch heute sind jedoch einzelne Bastionen in den Lübecker Wallanlagen klar zu erkennen, besonders im Abschnitt zwischen dem ehemaligen Mühlentor und dem Holstentor.
Zu den Einzelheiten der städtebaulichen Entwicklung Lübecks seit Aufhebung der Torsperre 1864 siehe auch den Hauptartikel „Städtebauliche Entwicklung Lübecks seit 1864“.

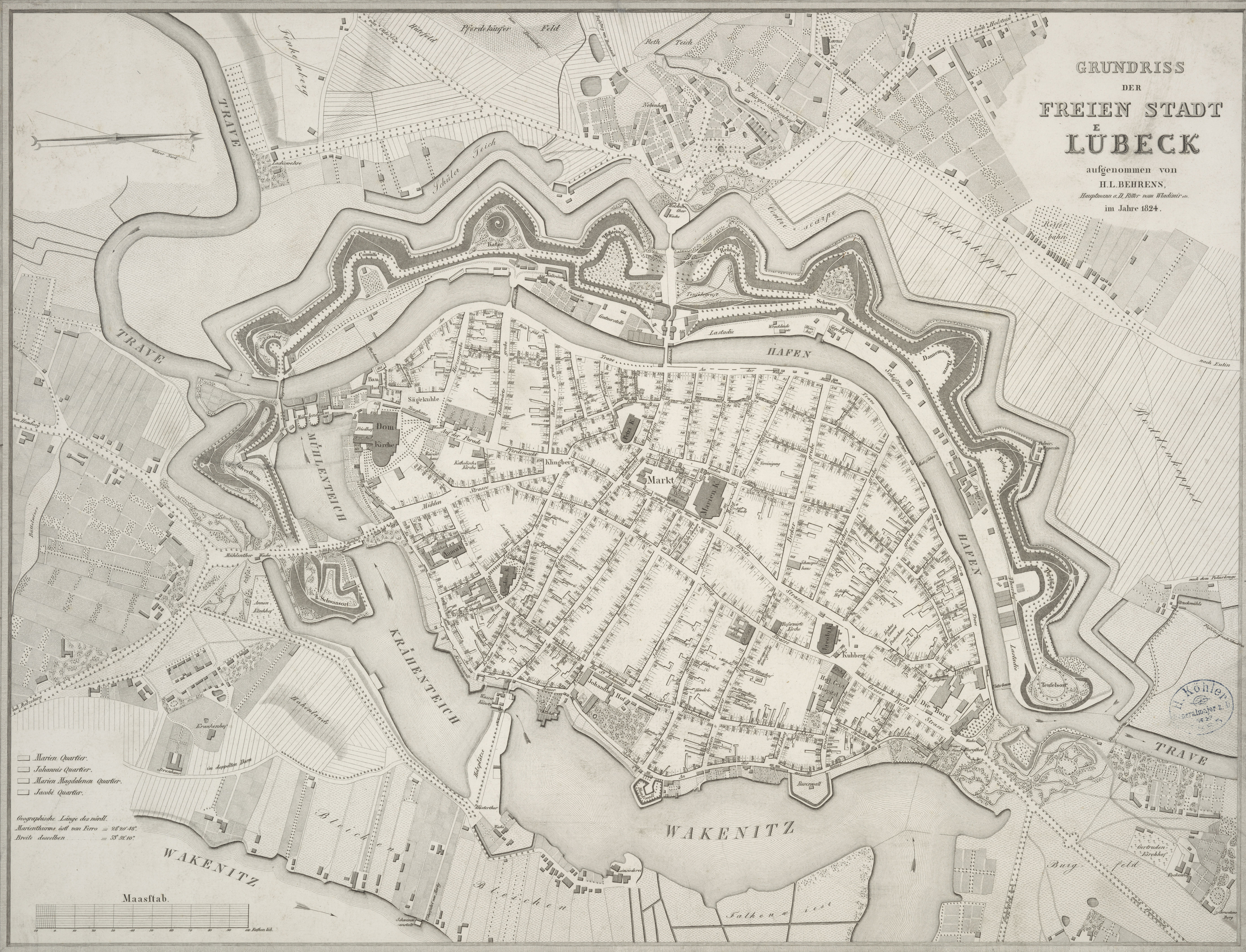
Lübeck 1824
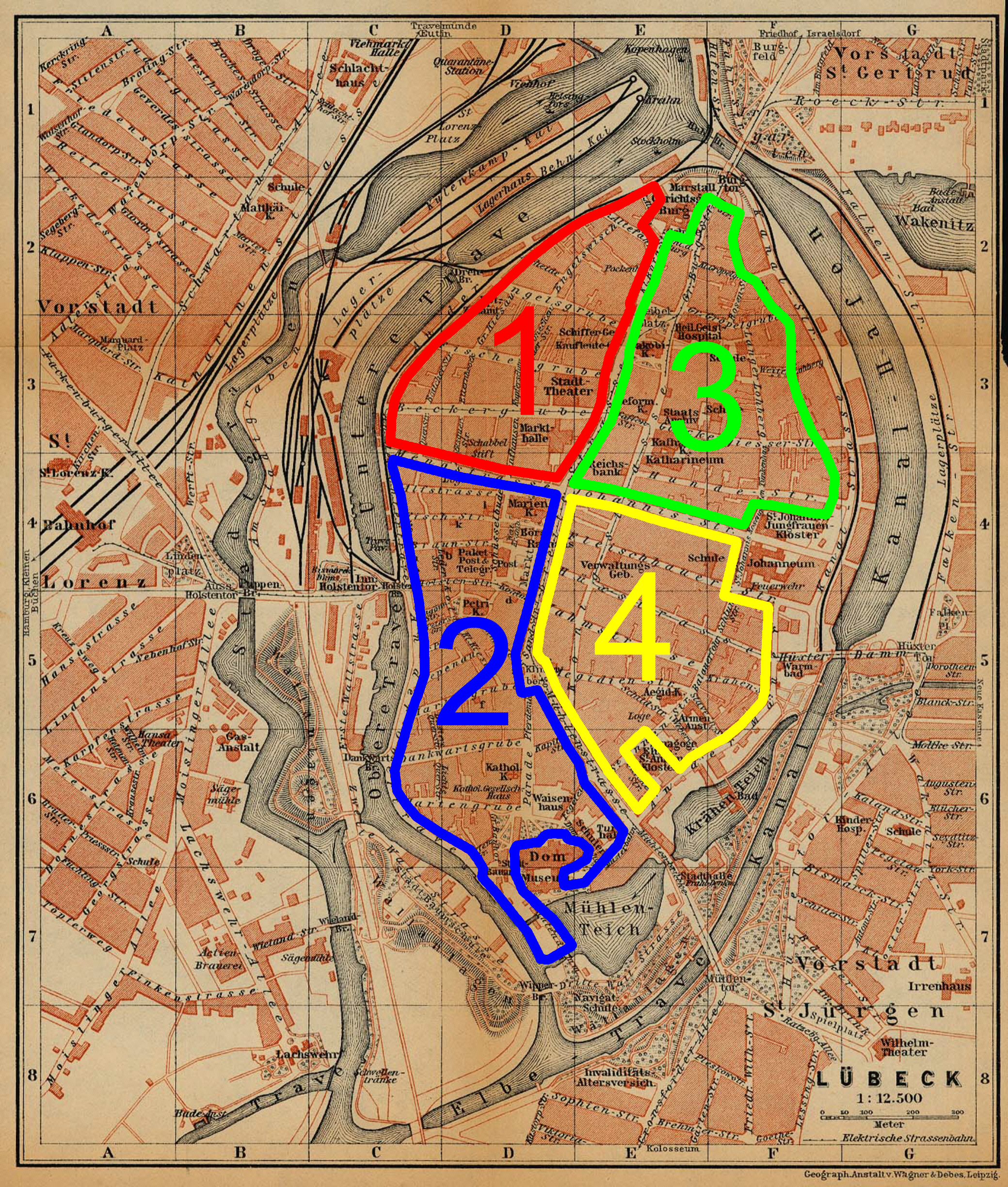
Historische Quartiere der Lübecker Altstadt
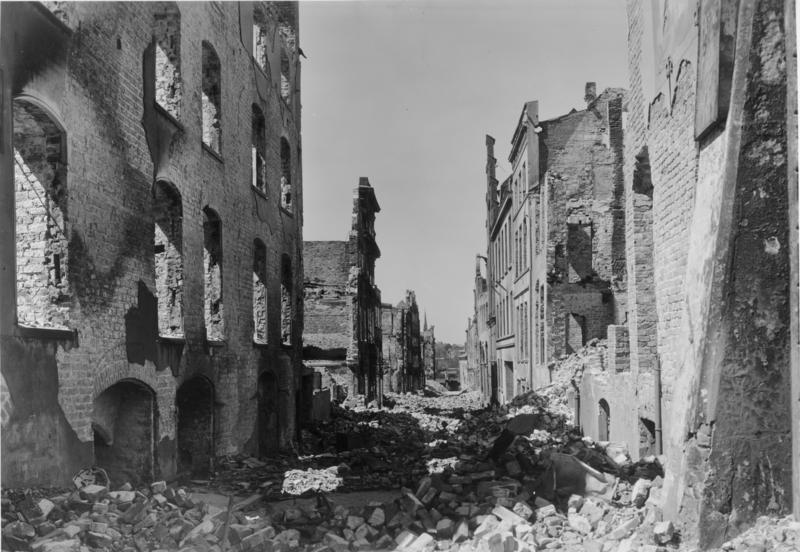
Zerstörte Gebäude in der Alfstraße 1942 im Lübecker Gründungsviertel
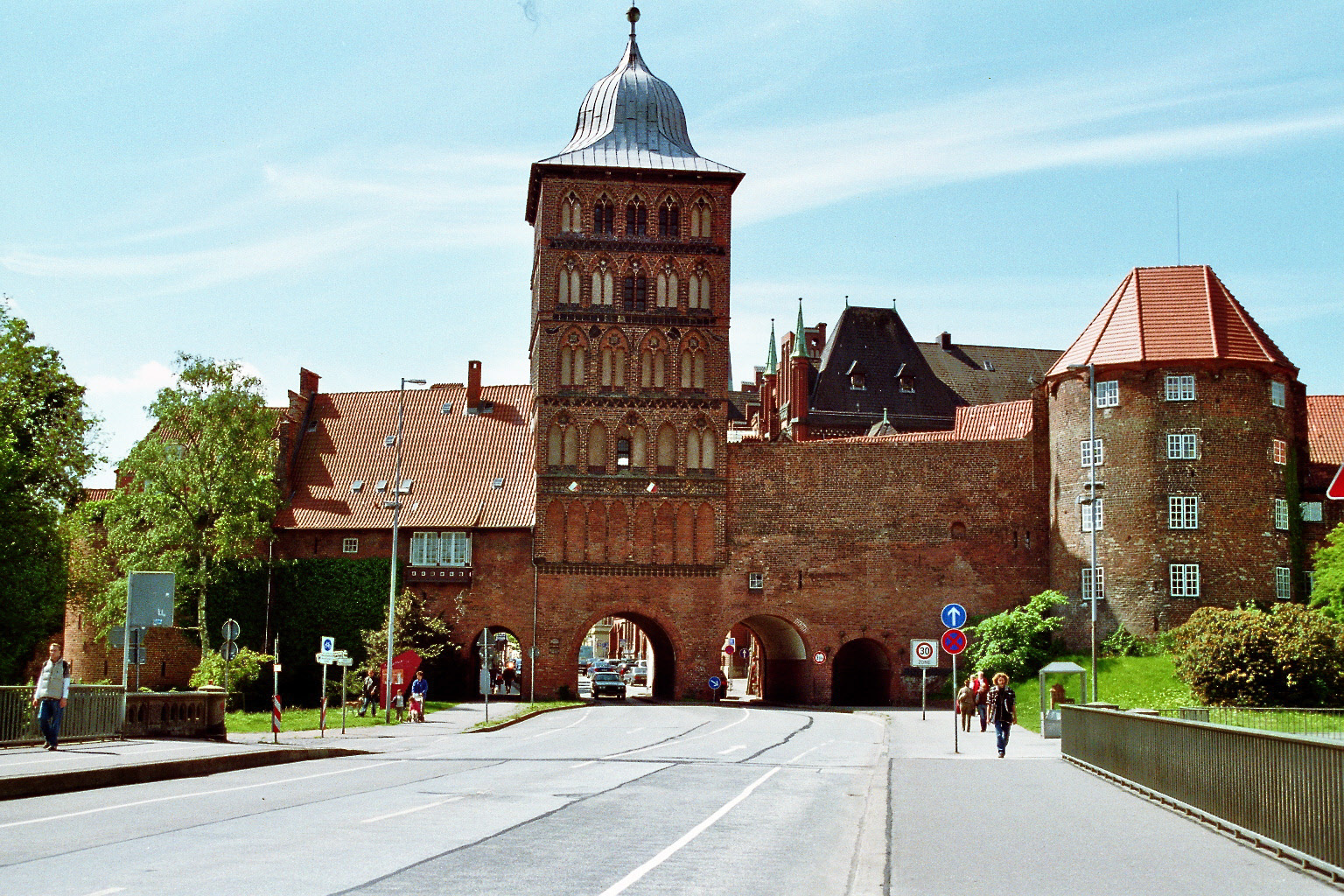
Burgtor Lübeck von Norden

## Organisation
Die Lübecker Altstadt ist historisch in vier Quartiere unterteilt. Zeitweilig wurden die Häuser unter dem Einfluss der französischen Verwaltung durchgezählt. Nach der Lübecker Franzosenzeit wurden jedoch die straßenbezogenen Hausnummern wieder eingeführt. Für Zwecke der Wiederaufbauplanung und Stadtsanierung wurde die Stadt in ihre Häuserblöcke unterteilt, diese wurden nummeriert und für die ganze Altstadtinsel mit durchlaufenden Nummern versehen. Sie sind in der Stadtbildaufnahme Lübecks nachzusehen, die alle Parzellen katastergenau erfasst und die Ansichten aller Gebäude zum Zeitpunkt der Aufnahme zeichnerisch wiedergibt. Einige dieser Blöcke, zumeist in den zentraleren Bereichen der Einkaufsstadt gelegen, erhielten im Zuge des Wiederaufbaus nach dem Zweiten Weltkrieg Blockbinnenhöfe, bei denen im Wege der Umlegung die rückwärtigen Grundstücksteile zu einem einheitlichen Grundstück für die Anlieferung der Anliegergrundstücke vereinigt wurden. Diese Blockbinnenhöfe gehörten danach der Stadt und werden von dieser verwaltet.

## Welterbe seit 1987

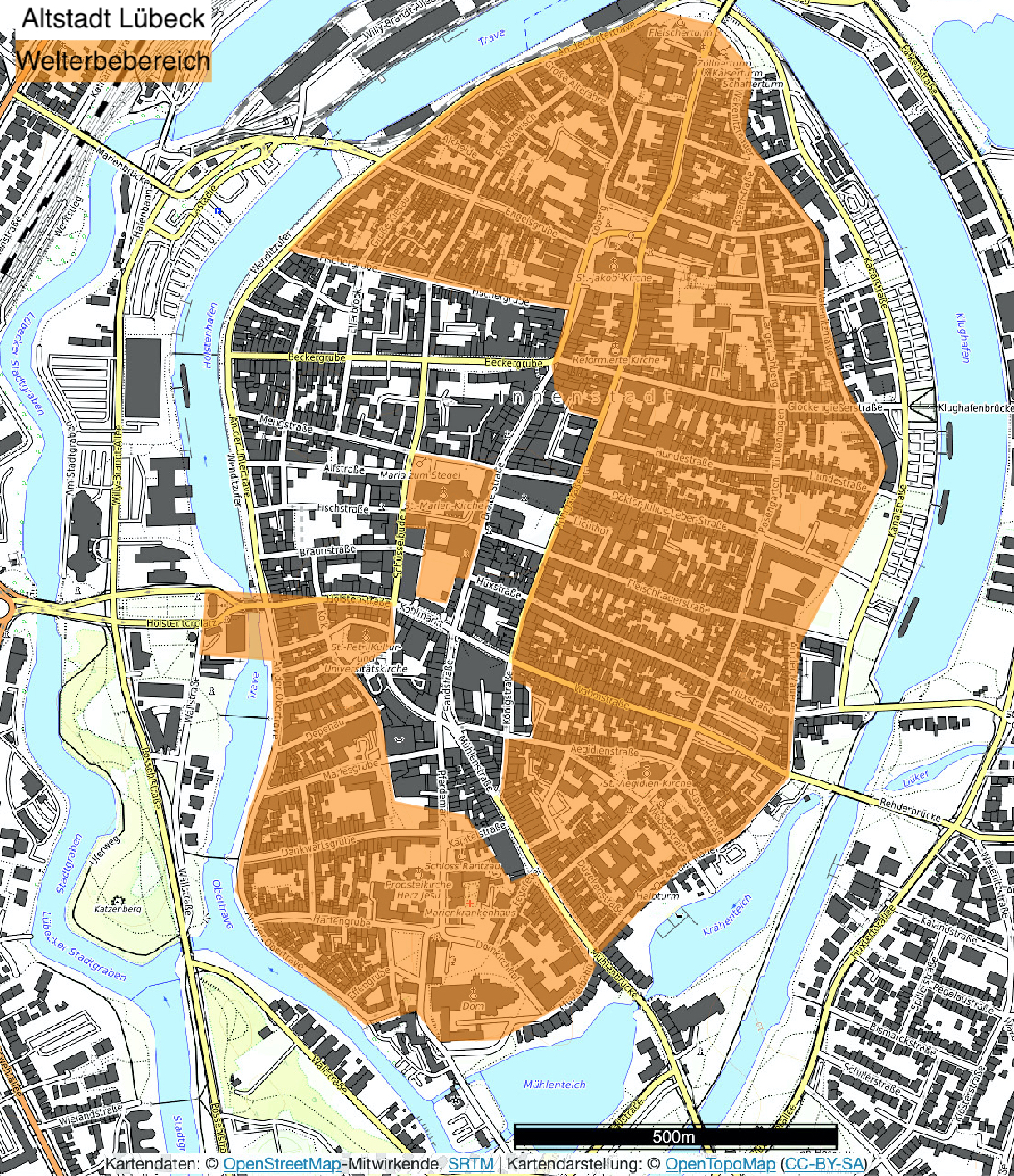
Bereich des UNESCO-Welterbes Lübecker Altstadt

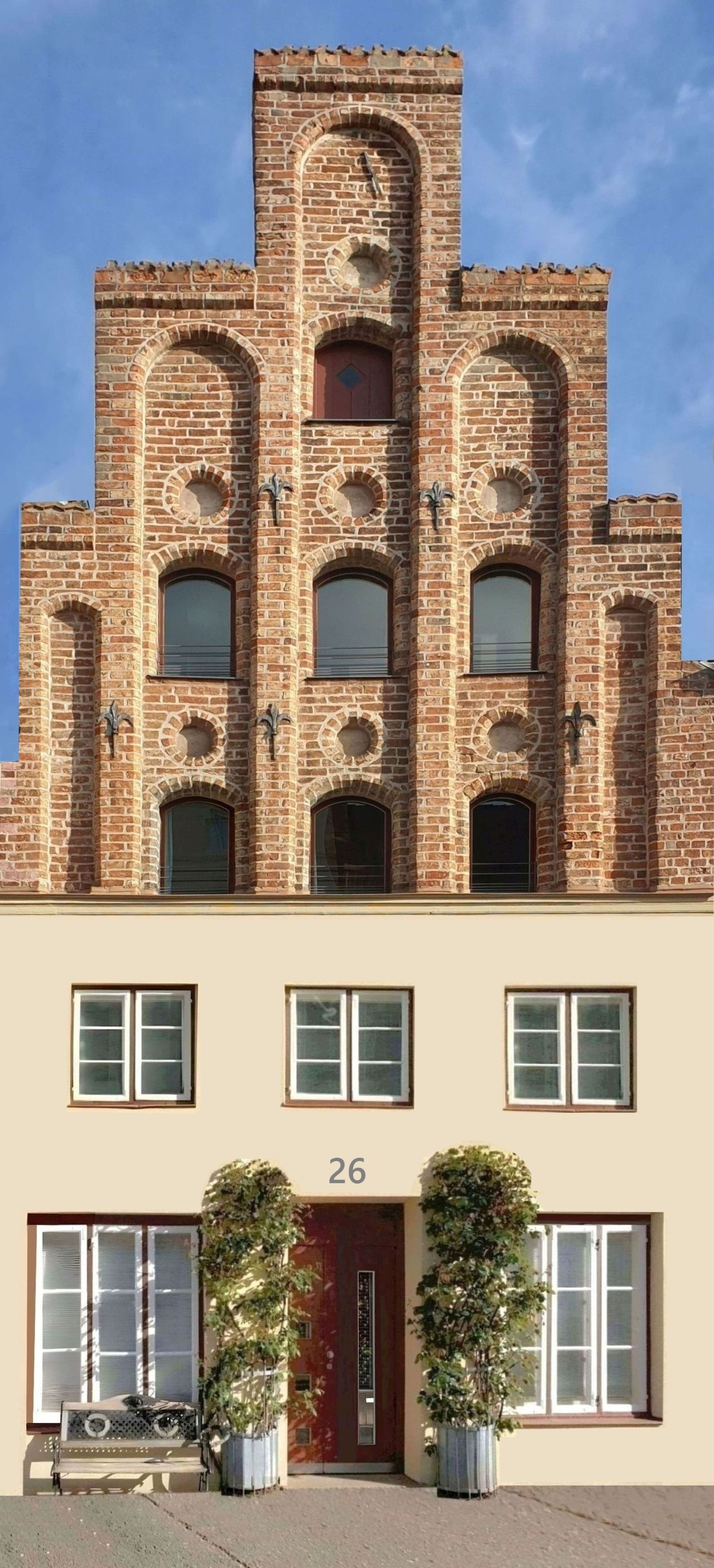
Bürgerhaus im 2. Quartier

Nicht die gesamte Altstadt wurde 1987 als Welterbe ausgewiesen. Ausgeklammert wurde aufgrund der ICOMOS-Evaluierungen der Jahre 1983 und 1986 der Teil, der im März 1942 durch den Luftangriff auf Lübeck zerstört worden ist (rund 20 % der Altstadt). Der genaue Umfang war lange nicht eindeutig festgelegt, da das Flächendenkmal 1987 mit einem dicken Filzstift auf der Karte von Hand skizzenhaft grob markiert wurde. Seit 2009 liegt eine mit den UNESCO-Gremien abgestimmte digitalisierte Karte mit einer exakten Darstellung des Welterbebereiches vor.
Bereich 1 besteht in etwa aus der nördlichen und östlichen Altstadt von der Nordseite der Fischergrube entlang der Straße An der Untertrave um das Burgtor, der Straße An der Mauer bis zur Mühlenstraße folgend. Weiter auf der Ostseite der Mühlenstraße und der Königstraße durch die Pfaffenstraße und Breite Straße bis zur Fischergrube.
Bereich 2 umfasst als die südwestliche Altstadt das Viertel von der Holstenstraße bis um den Lübecker Dom, dort auch Dom-Viertel genannt. In diesem Bereich verläuft die Grenze in der Kartierung zum Teil durch die Baublöcke und grenzt im Bereich der Mühlenstraße an den Bereich 1.
Bereich 3 umfasst das Rathaus mit dem Kanzleigebäude, der Marienkirche mit der ehemaligen Kapelle Maria am Stegel und die obere Mengstraße mit dem Buddenbrookhaus.
Die drei Welterbe-Teilbereiche sind insgesamt 81 Hektar groß mit einer umgebenden Pufferzone von rund 694 Hektar. Die weiteren erhaltenen Bereiche des Lübecker Kaufmannsviertels, wie um das Schabbelhaus in der unteren Mengstraße, sind hingegen nicht Bestandteil des Weltkulturerbes.
Insgesamt stehen in der Lübecker Altstadt über eintausend Profanbauten auch einzeln unter Denkmalschutz. Viele von ihnen entstammen noch der Zeit der Backsteingotik, die im allgemeinen Lübecker Sprachgebrauch großzügig auch als die Zeit der Backsteinrenaissance genannt wird.

## Literatur

Lübecker Altstadt auf einer Sondermarke von 1990